# Aquilegia formosa

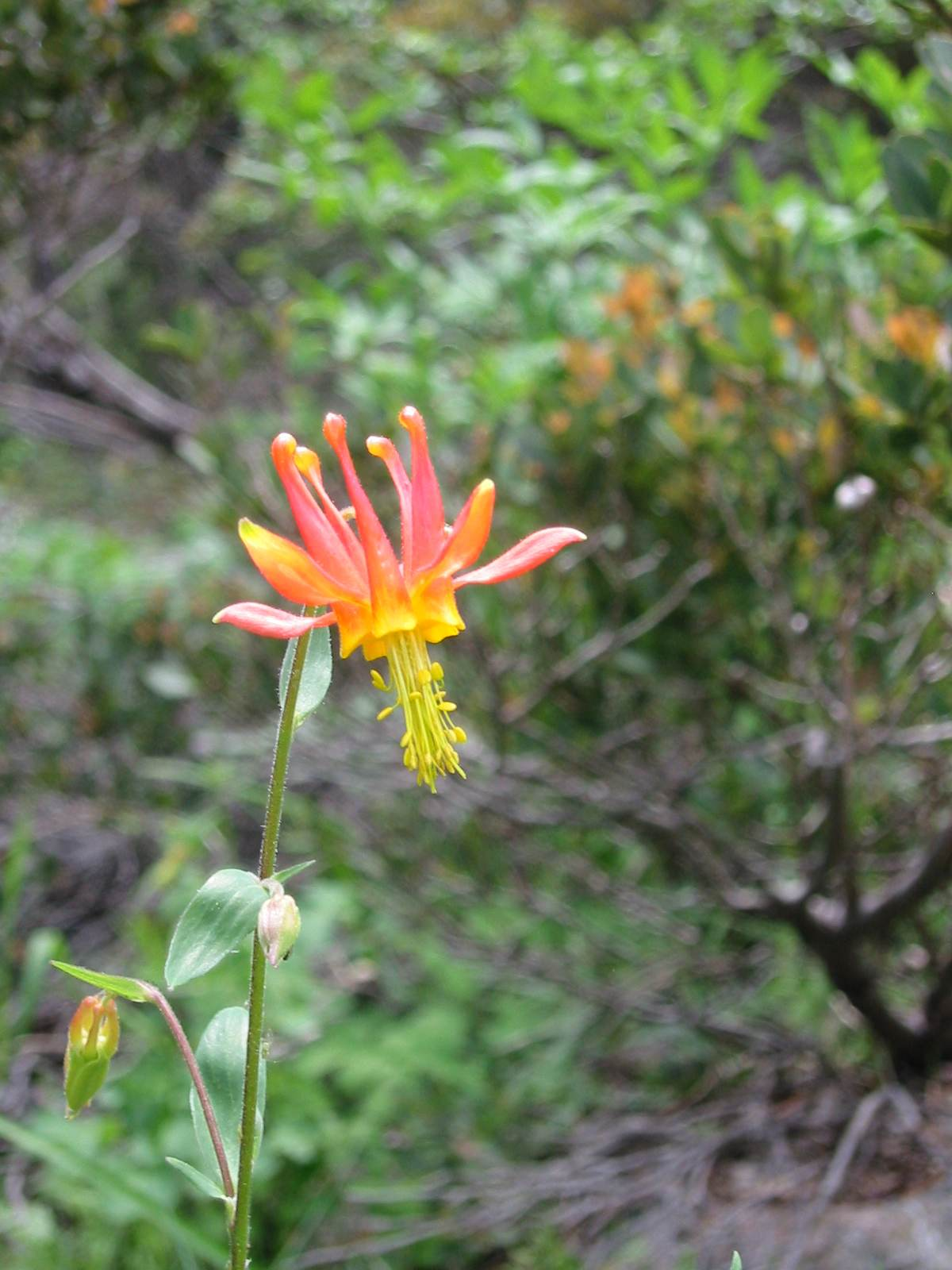
Aquilegia formosa truncata em Castle Lake

Aquilegia formosa (conhecida em língua inglesa como Crimson Columbine, Western Columbine e Red Columbine) é uma flor silvestre encontrada em todo oeste da América do Norte, encontrada também no Alasca, Baixa Califórnia, no leste do estado de Montana e Wyoming.

## Descrição
Esta planta cresce de 20 a 80 cm de altura. As flores podem ser vistas de abril a agosto (com alguma variação entre as regiões), tendo cerca de 5 cm de comprimento, de cores vermelhas e amarelas. Tecnicamente, a cor vermelha e laranja estão espalhadas nas partes externas da flor, nas sépalas, e as cores amarelas estão nas pétalas. As pétalas possuem esporas que atraem polinizadores das plantas, tais como as mariposas, e os beija-flores. As flores são comestíveis, com um sabor doce, embora as sementes possam ser fatais se ingeridas. Em outras partes da planta foram encontrados glicosídeos cianogênicos.

## Distribuição
A aquilégia formosa pode ser encontrada na maioria dos tipos de habitat (chaparral, nos carvalhos, nas florestas de coníferas). Não é encontrada nos desertos, nem em altitudes acima de 3300 m, e está ausente no Vale Central. Ela prefere locais úmidos como as margens dos córregos.

## Uso
Algumas tribos indígenas do Planalto Americano usam a planta Aquilegia formosa, para produzir perfumes.

## Espécies
| - Aquilegia alpina - Aquilegia atrata - Aquilegia atrovinosa - Aquilegia aurea - Aquilegia barbaricina - Aquilegia barnebyi - Aquilegia bernardii - Aquilegia bertolonii - Aquilegia blecicii - Aquilegia brevistyla - Aquilegia buergeriana - Aquilegia caerulea - Aquilegia canadensis - Aquilegia champagnatii - Aquilegia chrysantha - Aquilegia desertorum - Aquilegia desolatica - Aquilegia dinarica - Aquilegia ecalcarata - Aquilegia einseleana - Aquilegia elegantula - Aquilegia eximia | - Aquilegia flabellata - Aquilegia flavescens - Aquilegia glandulosa - Aquilegia grahamii - Aquilegia grata - Aquilegia incurvata - Aquilegia japonica - Aquilegia jonesii - Aquilegia karatavica - Aquilegia karelini - Aquilegia kitaibelii - Aquilegia lactiflora - Aquilegia laramiensis - Aquilegia litardierei - Aquilegia longissima - Aquilegia loriae - Aquilegia micrantha - Aquilegia moorcroftiana - Aquilegia nigricans - Aquilegia nugorensis - Aquilegia nuragica | - Aquilegia olympica - Aquilegia ottonis - Aquilegia oxysepala - Aquilegia pancicii - Aquilegia parviflora - Aquilegia pubescens - Aquilegia pubiflora - Aquilegia pyrenaica - Aquilegia rockii - Aquilegia thalictrifolia - Aquilegia saximontana - Aquilegia schockleyi - Aquilegia scopulorum - Aquilegia sibirica - Aquilegia transsilvanica - Aquilegia triternata - Aquilegia turczaninovii - Aquilegia viridiflora - Aquilegia viscosa - Aquilegia vitalii - Aquilegia vulgaris - Aquilegia yabeana |

- Lista completa